# Asnan
Asnan é uma comuna francesa na região administrativa de Borgonha-Franco-Condado, no departamento Nièvre. Estende-se por uma área de 4,83 km². Em 2010 a comuna tinha 125 habitantes (densidade: 25,9 hab./km²).